# Брак (річка)
Брак — річка в Україні, у межах Ніжинського й Чернігівського районах Чернігівської області., права притока річки Остер (басейн Десни).

## Опис
Довжина річки приблизно 10,52 км, найкоротша відстань між витоком і гирлом — 5,63  км, коефіцієнт звивистості річки — 1,87. Формується багатьма безіменними струмками та загатами. Річка переважно каналізована.

## Розташування
Бере початок на західній околиці села Держанівка. Тече переважно на південний захід через болото Гало, село Будище і на західній околиці села Адамівка впадає у річку Остер, ліву притоку Десни.

## Цікаві факти
- На північній стороні від витоку річки розташований автошлях міжнародного значення М02 на території України[2] (Глухів — Бачівськ (державний кордон із Росією). Пролягає територією Чернігівської та Сумської областей).
- У XIX столітті навколо річки існували винокурня та скотний двір[1].